# Leptogenys oswaldi
Leptogenys oswaldi é uma espécie de formiga do gênero Leptogenys, pertencente à subfamília Ponerinae.